# Repetición de curso
La retención de curso o repetición de curso es el proceso de hacer que un estudiante repita un curso educativo, por lo general el mismo previamente suspendido. Se denomina "repetidores" a los estudiantes que repiten un curso. Se puede decir que los repetidores han sido "retenidos".
Según la Ley Nacional de Educación este 2025, las materias previas o de años anteriores no pueden afectar en que un alumno repita de año, este cambio afecta a provincias como Buenos Aires, Córdoba, Corrientes, Jujuy, Mendoza, Misiones, Neuquén, Río Negro, Salta.
En muchos países, la retención de curso ha sido prohibida o totalmente desaconsejada. En Canadá y los Estados Unidos, la retención de curso se puede utilizar desde jardín de infancia hasta el duodécimo curso. Sin embargo, con los estudiantes de más edad, repetir está normalmente limitado a las clases específicas que el estudiante ha suspendido, de modo que un estudiante puede ser, por ejemplo, promocionado en una clase de matemáticas, pero tiene que repetir en una clase de lengua.
Donde está permitido, la retención de curso es más común entre los estudiantes a principios de la escuela elemental. [cita requerida] La mayoría de las escuelas se niegan a retener a un estudiante más de una vez en un solo curso, o más de dos o tres años en todos los grados. [cita requerida] En la mayoría de los países, los estudiantes con discapacidades intelectuales sólo son retenidos cuando los padres y los funcionarios escolares están de acuerdo en hacerlo así.

## Historia
Diferentes escuelas han usado diferentes enfoques a través de la historia. La retención de curso o repetición esencialmente no tuvo sentido en las escuelas de una habitación de hace más de un siglo, porque el acceso a las normas exteriores estuvieron muy limitados, y la pequeña escala de la escuela con quizás solamente unos pocos estudiantes de cada edad, fue propicio a la enseñanza individualizada. Con la proliferación de escuelas más grandes y calificadas a mediados del siglo XIX, la retención llegó a ser una práctica común. De hecho, hace un siglo, aproximadamente la mitad de todos los estudiantes estadounidenses eran retenidos al menos una vez antes de los 13 años de edad.
La promoción social empezó a extenderse en la década de los años 30 con la preocupación de los efectos psicosociales de la retención. La promoción social es la promoción de estudiantes rindiendo por debajo de lo esperado bajo el principio ideológico de que permanecer con compañeros de su misma edad es importante para el éxito. Esta tendencia se invirtió en los 80, a medida que aumentaba la preocupación de que los estándares académicos empeorasen.
La práctica de repetir grado en los EE. UU. ha estado creciendo constantemente desde los años ochenta. Las decisiones de la práctica de hacer repetir en base de los resultados de un solo examen - llamado exámenes de alto riesgo - son ampliamente condenados por educadores profesionales. Los autores de exámenes generalmente recomiendan que sus exámenes no son adecuados para decisiones de alto-riesgo, y que esas decisiones deberían ser tomadas basadas en todos los hechos y circunstancias.

## Investigación
No hay pruebas concluyentes de que repetir el grado sea significativamente útil o dañino, y gran parte de la investigación existente ha sido criticada por no ser válida metodológicamente. Tres tipos diferentes de estudios existen o han sido propuestos, y cada uno tiene sus dificultades inherentes:
1. Los estudios que comparan los estudiantes que tuvieron que repetir a los estudiantes que fueron considerados para repetir, pero finalmente fueron promocionados. Estos estudios favorecen la promoción social.[3]: 54  Sin embargo, los estudiantes promocionados no fueron aceptados, porque las escuelas creyeron que eran más fuertes o estudiantes más maduros como persona (como lo demuestra la decisión de promocionarlos). Estos estudios son injustamente sesgados a favor de la promoción social porque comparan los mejores/estudiantes promocionados a los más débiles/estudiantes repetidores.[6]
2. Los estudios que comparan estudiantes repetidores para su propio desempeño anterior. Estos estudios están a favor de la repetición de curso. Sin embargo, estos estudios están sesgados porque no controlan adecuadamente el crecimiento personal o cambios en los factores ambientales (como la pobreza).[6]
3. Los estudios que asignan al azar un grupo grande de estudiantes límite para la promoción o repetición. Este estilo de investigación es metodológicamente sólido y, si se realiza en una escala suficientemente grande y con información suficientemente detallada reunida, proporcionará información valiosa o incluso definitiva. Sin embargo, las escuelas y los padres no están dispuestos a tener el futuro de un niño afectado por una asignación aleatoria, por lo que simplemente no se llevan a cabo estos estudios.[6]

La repetición de grado puede ser mucho menos importante si un niño con dificultades recibe ayuda de recuperación intensiva. Sin embargo, sobre la base de los (aunque con defectos) estudios existentes, las siguientes conclusiones se creyeron ampliamente:
Resultados académicos: los estudiantes repetidores tienen de 2 a 11 veces más probabilidades de abandonar la escuela cuando se los comparan con los pares de bajo rendimiento, pero, promocionados. (Estilo de Estudio # 1 favorece la promoción social.) Los estudiantes suelen mejorar durante el año siguiente a la repetición de curso, sobre todo si se proporciona instrucción adicional. (Estilo de Estudio # 2 favorece la repetición de curso.) Sin embargo, estas ventajas normalmente se pierden en dos o tres años.
Resultados no-académicos: la repetición se asocia con un pobre "ajuste social, actitudes hacia la escuela, resultados de conducta y asistencia". La repetición es un indicador más fuerte de delincuencia que el estatus socioeconómico, la raza o la etnia", y también es un indicador fuerte del uso de drogas y alcohol así como del embarazo adolescente.: 54–55  (Estudio de Estilo # 1 está a favor de la promoción social.)

## Internacional

### Australia y Nueva Zelanda
Australia utiliza la repetición de curso, aunque en el año 2016, el Departamento de Educación de Nueva Gales del Sur y Formación hicieron una nueva política de ningún estudiante repetir en cualquier escuela por diversas razones (por ejemplo, a partir de 2016, los estudiantes no están repitiendo año 11 o año 12 porque de todos los servicios posteriores a la escuela después de completar el año 12 como TAFE o universidades.
En Nueva Zelanda, las escuelas secundarias suelen utilizar un sistema de transmisión académica interna en la que los niños de la misma edad se subdividen en función de la capacidad, y los estudiantes menores que alcanzaron (los que se conserven de conformidad con el sistema norteamericano) se imparten en diferentes clases , ya un ritmo diferente, a partir de alumnos que han alcanzado altos, pero se mantienen dentro de su propio grupo de edad. Este sistema ha hecho en gran medida innecesaria la repetición de curso en todo menos en las circunstancias más excepcionales. [cita requerida]
En la mayoría de los casos en que la transmisión por sí sola es insuficiente, el suministro adicional de necesidades especiales es generalmente visto como preferible a la repetición de curso, sobre todo cuando las dificultades de comportamiento están involucrados.

### Asia
Japón y Corea no permiten la repetición de grado, al igual que Corea del Norte que no tiene repetición de grado y Malasia que tampoco practica repetición de grado.

### Europa
Noruega, Dinamarca y Suecia no permiten la repetición de grado.
En el Reino Unido, un sistema de clasificación similar al de Nueva Zelanda es usado.
Alemania, Austria, Holanda, Francia, Finlandia, Suiza y  España  usan la repetición de grado.
Grecia permite la repetición de grado si el estudiante fracasa en más de 5 exámenes finales, o 5 o menos en ambos exámenes de Mayo y en los exámenes de Septiembre. Un estudiante que ha perdido más de 114 horas de clase también puede repetir un grado.

### Norteamérica
Los Estados Unidos y Canadá usan el grado de repetición.
En Estados Unidos, los estudiantes de seis años tienen más probabilidades de ser repetidores, con otro pico alrededor de los 12 años. En particular, algunas grandes escuelas tienen una clase de transición, algunas veces llamada "Jardín de Infancia 2", para los de seis años que no están listos para leer.
Los funcionarios de la escuela en algunos estados de Estados Unidos tiene la autoridad para permitir a los estudiantes repetir si ellos no asisten a la escuela de verano.

## Argumentos Comunes
Los siguientes son argumentos comunes respecto de esta práctica:

### Argumentos en contra de la repetición de curso
Quienes se oponen a las políticas de "no promoción social" no defienden la promoción social tanto como decir que la repetición es aún peor. Argumentan que la retención no es una respuesta de coste efectiva para el resultado pobre cuando se compara con intervenciones más caras y más efectivas, como la tutoría adicional o la escuela de verano. Apuntan a una amplia gama de resultados de las investigaciones que muestran ninguna ventaja, o incluso daños de, la repetición y la tendencia de las ganancias derivadas de la repetición para lavar.
El daño de la retención citados por estos críticos incluye:
- Puede bajar la autoestima del estudiante y hacer que se sientan como si fueran mentalmente inferiores y a su vez hacen que se den por vencidos en su año escolar. También puede causar que sean objeto de burlas y la intimidación de otros estudiantes.
- El aumento de las tasas de abandono de estudiantes repetidores otra vez.[cita requerida]
- No hay evidencia de beneficio académico a largo plazo para los estudiantes repetidores.
- El aumento de las tasas de conductas peligrosas como beber, abuso de drogas, la delincuencia, los embarazos de adolescentes, la depresión y el suicidio entre los estudiantes repetidores en comparación con la realización de manera similar a los estudiantes promocionados.[cita requerida]

Los críticos de la repetición tienen en cuenta también que la repetición es costoso para los sistemas escolares: exigir a un estudiante a repetir un grado es esencialmente agregar un estudiante por un año para el sistema escolar, en el supuesto de que el alumno no abandone.
La posibilidad de la repetición de curso ha demostrado ser una fuente importante de estrés para los estudiantes. En un estudio de los miedos infantiles realizados en la década de 1980, los tres principales temores para alumnos de sexto grado de los Estados Unidos fueron la muerte de un padre, quedarse ciego, y repetir. Después de dos décadas de aumento de las prácticas de repetición, una repetición del estudio en 2001 encontró que la repetición de curso era el mayor temor individual, más alto que la pérdida de un padre o quedarse ciego. Este cambio refleja probablemente la correcta percepción de los estudiantes que tuvieron estadísticamente más probabilidades de repetir el sexto grado que sufrir la muerte de un progenitor o la pérdida de su vista.
Uno de los mayores temores de los estudiantes a la repetición de curso radica en el hecho de evitar severos castigos por parte de sus padres.

### Argumentos a favor de la repetición de curso
Los opositores de la promoción social argumentan que pasar a un chico que no aprendió la materia necesaria engaña el chico de una educación. Como resultado, cuando el niño crezca, el estudiante probablemente fallará las clases o será forzado a asistir a la escuela de verano. Los opositores de la promoción social argumentan que tiene los siguientes impactos negativos:
- Los estudiantes que son promocionados no pueden hacer el trabajo en el siguiente grado, por lo que se están creando para su posterior fracaso.
- Los estudiantes tendrán muchos fracasos en los años de la escuela secundaria, que muy probablemente llevarán a abandonarla.[cita requerida]
- Obliga a los maestros a tratar con estudiantes mal preparados mientras trata de enseñar a los alumnos preparados.
- Se da a los padres un falso sentido de progreso de sus hijos.
- No van a conseguir la ayuda que necesitan.

Algunos sostienen que la mayoría de los estudiantes de la escuela primaria no toman en serio su educación y por lo tanto la retención en los primeros años es poco probable que sea eficaz. Dado que los preadolescentes y adolescentes valoran su educación más, la retención se debe utilizar si tienen habilidades inadecuadas para la escuela secundaria.
La promoción social puede ser contraproducente en muchos casos, ya que el alumno se criará con el convencimiento de "para qué esforzarse si de igual manera me han de aprobar"[cita requerida] y esto puede crearle a futuro un daño cuando al graduarse no tenga las aptitudes necesarias para enfrentarse a retos tales como el mercado laboral.